# Eremogone cliftonii
Eremogone cliftonii är en nejlikväxtart som beskrevs av Rabeler och R.L.Hartm. Eremogone cliftonii ingår i släktet Eremogone och familjen nejlikväxter. Inga underarter finns listade i Catalogue of Life.